# Academia de Arte Frumoase din Düsseldorf

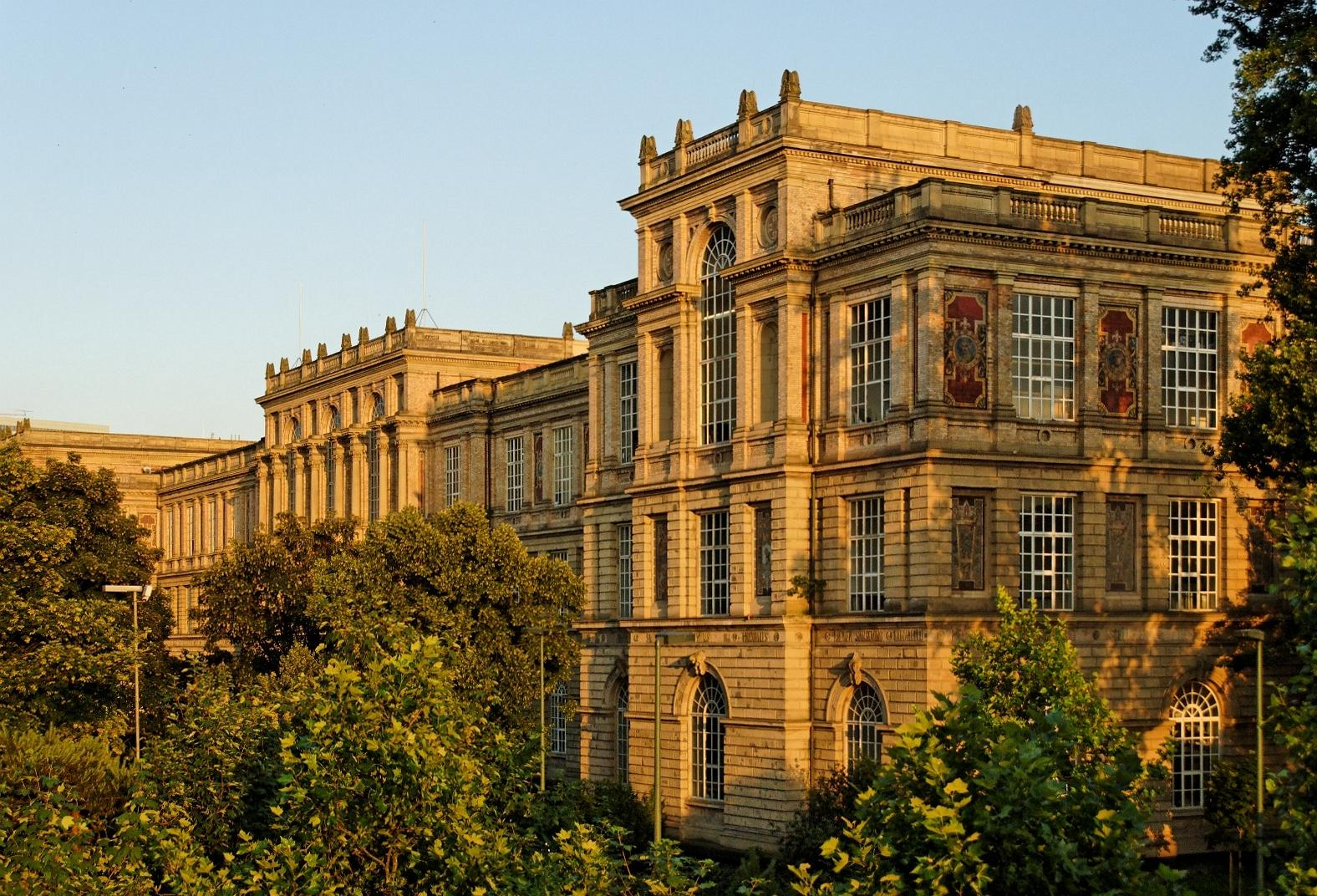
Kunstakademie Düsseldorf

Academia de Arte Frumose din Düsseldorf, Germania, este o școală superioară germană numită în germană Kunstakademie Düsseldorf. Artiști notabili care au studiat la această academie au fost printre alții: Joseph Beuys, Gerhard Richter, Sigmar Polke, fotografii Thomas Ruff, Thomas Demand, Thomas Struth, Andreas Gursky, Candida Höfer. Deasupra scării de intrare principale sunt gravate cuvintele: Für unsere Studenten nur das Beste („Pentru studenții noștri doar ce-i mai bun”).

## Istoria timpurie
Școala a fost înființată de către Lambert Krahe în anul 1762 ca o școală de desen. În anul 1773 a fost denumită Kurfürstlich-Pfälzische Academie der Maler, Bildhauer- und Baukunst. În timpul războaielor napoleoniene, colecția de artă a fost moștenită de familia nobiliară Wittelsbach și s-a mutat la München, determinând guvernul prusac, care după Napoleon a anexat regiunea Düsseldorf, să o transforme în Academia Regală de Arte din Düsseldorf (1819).
În anii 1850, Kunstakademie Düsseldorf a căpătat un renume internațional, mulți studenți provenind din Scandinavia, Rusia și Statele Unite.

## Directorii academiei
- 1773–1789 Lambert Krahe
- 1789–1806 Johann Peter von Langer
- 1819–1824 Peter von Cornelius
- 1826–1859 Friedrich Wilhelm von Schadow
- 1859–1867 Eduard Julius Friedrich Bendemann
- 1895–1908 Johann Peter Theodor Janssen
- 1826–1859 Wilhelm von Schadow
- 1908–1924 Friedrich Roeber
- 1924–1933 Walter Kaesbach
- 1933–1937 Peter Grund
- 1937–1945 Emil Fahrenkamp
- 1945–1946 Ewald Mataré
- 1946–1949 Werner Heuser
- 1949-1954 Heinrich Kamps
- 1956–1965 Hans Schwippert
- 1965–1972 Eduard Trier
- 1972–1981 Norbert Kricke
- 1981–1988 Irmin Kamp
- 1988–2009 Markus Lüpertz
- 2009-2013 Tony Cragg
- începând din 2013 Rita McBride